# Goizalde Núñez Uriarte
Goizalde Núñez Uriarte (Bilbao, 1970) és una actriu de teatre, cinema i televisió basca. Actualment viu a Titulcia (Madrid).
Actua des de la infància. Ha treballat com a actriu en moltes sèries de televisió, obres de teatre i pel·lícules, i fins i tot ha estat jurat al Festival Internacional de Cinema d'Osca. És mare d'un nen.

## Pel·lícules
- El milagro de P. Tinto (1998) com Olivia adulta
- Tiempo de tormenta (2002)
- Que se mueran los feos (2009) com Rosa.
- Zipi y Zape y la isla del capitán (2016) com a Sor Enriqueta
- Embarazados (2016) com Verónica
- Villaviciosa de al lado (2017) com Carmen
- ¿Qué te juegas? (2019) com ¿?

## Teatre
- " Talem "
- " Lenguas de Gato "
- " Las Bizarrias de Belisa "
- El malentendido (1998)
- " Con el Amor No Se Juega "
- " Marat Sade "
- " El Local de Bernardeta "
- " La Secretaria "
- Madre, el drama padre (2001)
- 5hombres y 5mujeres.com c.2005 - actualitat
- Juventudes (2015- actualitat) amb Selu Nieto
- Maravillas de Cervantes. C.N.T.C.
- No hay burlas con el amor. C.N.T.C.
- La celosa de sí misma. C.N.T.C.
- La gaviota
- " Demasiado Humano "
- No te vistas para cenar.
- Contracciones
- " Pioneras "
- " Bette & Joan "
- " Only Payasos "
- " Mi Niña Niña Mia "

## Sèries de televisió
| Any             | Sèrie                  | Canal     | Personatge                  | Notes        |
| --------------- | ---------------------- | --------- | --------------------------- | ------------ |
| 1995            | Farmacia de guardia    | Antena 3  | Lourdes                     | 1 episodio   |
| 2001            | Hospital Central       | Telecinco | Verónica                    | 1 episodi    |
| 2001 - 2004     | Cuéntame cómo pasó     | La 1      | Doña Remedios               | 13 episodis  |
| 2002 - 2003     | 7 vidas                | Telecinco | Puri Ruiz                   | 2 episodis   |
| 2003            | Javier ya no vive solo | Telecinco | Mariluz                     | 1 episodi    |
| 2003 - 2008     | Los Serrano            | Telecinco | Lourdes "Lourditas" Salgado | 119 episodis |
| 2011            | Plaza de España        | La 1      | Antonia                     | 10 episodis  |
| 2012 - 2014     | Con el culo al aire    | Antena 3  | Dolores "Lola" Soriano      | 42 episodis  |
| 2015            | Olmos y Robles         | La 1      | Gloria                      | 1 episodi    |
| 2016            | Buscando el norte      | Antena 3  | María Jesús "Chus" Soto     | 8 episodis   |
| 2017 - presente | Estoy vivo             | La 1      | María Fernández             | ¿¿? episodis |
| 2018            | Cuerpo de élite        | Antena 3  | Conchi Galindo              | 1 episodi    |

### Programes de TV
- Dicho y hecho. 2018, TVE.
- Me resbala. 2014 - 2017, Antena 3.
- Se hace saber. 2014, TVE.
- La noche... con Fuentes y Cía. 2005, Telecinco.

## Premis i nominacions
Premis de la Unión de Actores
| Any  | Categoria                              | Obra                   | Resultat   |
| ---- | -------------------------------------- | ---------------------- | ---------- |
| 2002 | Millor actriu secundària de teatre     | La gaviota             | Guanyadora |
| 2010 | Millor actriu de repartiment al cinema | Que se mueran los feos | Nominada   |